# ایلیا ابوماضی
ایلیا ابوماضی (به انگلیسی: Elia Abu Madi) (۱۸۸۹، روستای المحیدثه منطقه بکفایه لبنان – ۱۹۵۷، نیویورک) شاعر لبنانی-آمریکایی است که از وی در کنار شاعرانی همچون جبران خلیل جبران، امین الریاحی و میخاییل نعیمه نام برده می‌شود.
تأسیس روزنامهٔ سیاسی - اجتماعی «السمیر» به زبان عربی در آمریکا از یک سو و هنر شاعری وی از سوی دیگر، نام او را بلندآوازه ساخته است. ابوماضی یکی از بنیان‌گذاران ادبیات اعراب دور از وطن (ادبیات مَهجَر) به حساب می‌آید. او و همفکرانش خواستار تحولی بنیادین در ادبیات معاصر عربی نبودند و در این راه به موفقیت‌های بزرگی دست یافتند یکی از بارزترین وجوه اندیشهٔ این شاعر، تأثیرپذیری وی از اندیشهٔ خیام و ابوالعلاء معری در زمینهٔ فلسفه هستی است. از دیگر مفاهیم کلیدی شعر وی عشق و زیباپرستی است. همچنین میهن‌پرستی به دلیل حساسیت‌های سیاسی دورهٔ حیات وی در اندیشه و بیان این شاعر اهمیت ویژه‌ای یافته است.

## دوران کودکی[۳]
ابوماضی در ۱۵ مه ۱۸۹۰ در روستای المحیدثه که اکنون بخشی از شهر بکفیا در لبنان است در یک خانواده مسیحی ارتدکس رومی به دنیا آمد. در ۱۱ سالگی به اسکندریهٔ مصر نقل مکان کرد که در آنجا با عموی خود کار می‌کرد.

## حرفه و آثار[۳]
در ۱۹۱۱، ایلیا ابوماضی نخستین مجموعهٔ شعر خود بنام تذکار الماضی را منتشر کرد. اندکی بعد توسط مقامات ترکیه عثمانی تبعید شد و مصر را به مقصد ایالات متحده ترک کرد و در سینسیناتی، اوهایو ساکن شد. در ۱۹۱۶ به شهر نیویورک نقل مکان نمود و شغل روزنامه‌نگاری را آغاز کرد. ابوماضی در نیویورک با تعدادی از شاعران عرب-آمریکایی مانند خلیل جبران ملاقات و کار کرد. او با دختر نجیب دیاب، سردبیر مجله مرآت الغرب ازدواج کرد و در ۱۹۱۸ سردبیر همان مجله شد. دومین مجموعهٔ شعر او، دیوان ایلیا ابوماضی در سال ۱۹۱۹ در نیویورک منتشر شد؛ سومین مجموعهٔ شعر او، الجداول (جویباران) در ۱۹۲۷ انتشار یافت. کتاب‌های دیگر او عبارتند از الخمائل (بوستان‌ها، ۱۹۴۰) و تبر و تراب (پس از مرگ وی، ۱۹۶۰).
در ۱۹۲۹، ابوماضی نشریهٔ اختصاصی خود بنام السمیر را در بروکلین تأسیس کرد که ابتدا به صورت ماهنامه منتشر می‌شد اما پس از چند سال، در هر هفته پنج بار چاپ می‌شد.
اشعار او در میان اعراب از شهرت زیادی برخوردار است؛ گرگوری اورفالیا (شاعر، نویسنده و روزنامه‌نگار) دربارهٔ وی چنین نوشت «شعر او در جهان عرب به همان اندازه رایج و حفظ شده است که شعر رابرت فراست در جهان ما»

## آثار[۳][۴]
- "تذکار الماضی" (مجموعه اشعار - اسکندریه ۱۹۱۱)
- "إیلیا أبو ماضی" (مجموعه اشعار - نیویورک ۱۹۱۸)
- "الجداول" (مجموعه اشعار - نیویورک ۱۹۲۷) با مقدمه میخائیل نعیمه
- "الخمائل" (مجموعه اشعار - نیویورک ۱۹۴۰)
- "تبر وتراب" (مجموعه اشعار - نیویورک ۱۹۶۰)
- "الغابة المفقودة"
- " قصص الأغرش ومرأته الهبلة "